# Fàbrica de Farines Gualda
La Fàbrica de Farines Gualda és una obra de Lleida (Segrià) inclosa a l'Inventari del Patrimoni Arquitectònic de Catalunya.

## Descripció
Antigament en aquest emplaçament hi havia un molí del qual només es conserva el canal d'entrada d'aigua realitzat amb carreus de pedra ben escairats.
La farinera està formada per un edifici de planta rectangular, les sitges i els magatzems. L'edifici principal consta de planta baixa, quatre pisos i golfes amb coberta a doble vessant i el carener perpendicular a la façana principal. Les obertures són de grans dimensions, d'arc de mig punt, i segueixen un seguit d'eixos verticals i horitzontals formant una quadrícula. A les golfes només hi ha obertures a la façana principal, són petites i també d'arc de mig punt. a la façana principal també es pot veure una marquesina amb molta volada. A la part posterior hi ha les gran sitges i al costat els magatzems.

## Història
Al 2004, l'empresa va tancar i la farinera es va abandonar. El dia 07/06/2014, l'edifici es va incendiar però el foc no va arribar a les sitges.